# Alekséi Kozlov
Alekséi Anatólievich Kozlov (Petrozavodsk, Unión Soviética, 16 de noviembre de 1986) es un exfutbolista ruso que jugaba de defensa. 

## Selección nacional
Ha sido internacional con la selección de fútbol de Rusia.
El 12 de mayo de 2014, Fabio Capello, director técnico de la selección nacional de Rusia, lo incluyó en la lista provisional de 30 jugadores que iniciarían la preparación con miras a la Copa Mundial de Fútbol de 2014. El 2 de junio fue ratificado por Capello en la nómina definitiva de 23 jugadores.

### Participaciones en Copas del Mundo
| Mundial                        | Sede   | Resultado    |
| ------------------------------ | ------ | ------------ |
| Copa Mundial de Fútbol de 2014 | Brasil | Primera fase |

## Clubes
| Club                  | País     | Año       |
| --------------------- | -------- | --------- |
| ASV Bergedorf 85      | Alemania | 2004-2006 |
| VfB Lübeck            | Alemania | 2006      |
| F. C. KAMAZ           | Rusia    | 2007-2010 |
| F. C. Kuban Krasnodar | Rusia    | 2010-2013 |
| F. C. Dinamo Moscú    | Rusia    | 2014-2019 |
| F. C. Rostov          | Rusia    | 2019-2021 |
| F. C. Nizhni Nóvgorod | Rusia    | 2021-2022 |